# Ladyboy
Ladyboy er et engelsk ord, der ofte anvendes i sex- og pornoindustrien til at beskrive en kvindelig transkønnet eller en feminin homoseksuel mand. Betegnelsen dækker typisk over asiatiske transkønnede og feminine bøsser, hvor især Thailand er verdenskendt for deres ladyboys. På thai betegnes en ladyboy kathoey eller katoey (Thai: กะเทย, IPA: [kaʔtʰɤːj]). Nogle selv-identificerende kathoeys betragter sig som tilhørende third gender.
Da både ladyboy og kathoey kan anses som stødende, bør man være forsigtig ved deres brug, og kun bruge disse begreber til at betegne folk, som selv bruger dem om sig.